# Берегиня
Береги́ня — істота східнослов'янської міфології, нижче жіноче божество чи дух-охоронець. Зазвичай згадувались у множині. Точні функції берегинь залишаються дискусійними, оскільки джерела про них вкрай уривчасті. Берегині згадуються в писемних пам'ятках XIV—XV ст., популяризовані фольклористами в XIX—XX ст. Більшість трактувань берегинь як надприродних істот або уособлень материнства й жіноцтва належать вже до часу незалежної України.

## Образ і функції
Зі стародавніх джерел невідомо практично нічого про те, які особливі риси та заняття притаманні берегиням, оскільки в таких джерелах згадується лише їхня назва. Деякі дослідники вважали берегинь наближеними до русалок. Тобто, берегині — це утоплениці чи померлі нехрещеними дівчатка.
За іншою версією берегиня (перегеня) — це не міфологічна істота, а роль, яку виконували жінки в обрядах в час обжинків. Перегенею на Полтавщині називали одягнену в рядна жінку, що повинна була лякати подруг; на Черкащині так називали дівчину, підперезану червоним поясом, іноді з вінком на голові, що несла квіти чи ложки на чолі процесії молоді (ішла пішки або її несли на руках хлопці) до будинку пана після роботи в полі аби отримати платню. Перегенею обиралася найпрацьовитіша дівчина, що випереджала в роботі решту.
В сучасних (приблизно з 1980-х років) інтерпретаціях берегині — це «хатні» жіночі духи, уособлення материнського заступництва від усякого зла; духи-охорониці осель та родини. Часом трактуються як доброзичливі русалки чи аналоги вілів та інших жіночих духів.
Поширене зображення берегинь як жінок з піднятими над головою руками походить від елементів народної вишивки на рушниках. Утім, немає свідчень, що це саме берегині, а радше — вазонки, стилізовані Дерева Життя.

## Берегині в давніх джерелах
Берегині зустрічаються в декількох давньоруських джерелах, присвячених боротьбі християнської церкви з язичництвом, як місцеві вставки до перекладів з грецької, і перестають згадуватися в пізніших, коли боротьба з ним втрачає свою актуальність в зв'язку з укріпленням християнства.
Декілька найвідоміших:
- «Слово о том, како первое погани суще языци кланялися идолом» в списку XIV сторіччя, яке приписують Івану Золотоустому свідчить:

| инѣми (куры) въ водахъ потопляеми суть, а друзіи къ кладяземъ приходяще молятсь и въ воду мечють велеару жертву приносяще; а друзіи огневи и каменію и рѣкамъ, и источникомъ, и берегынямъ, и вѣ дрова, нетокможе преже въ поганьствѣ; но мнози и нынѣ то творятъ... и чересъ огнь скачють, мнящесь крестяны, а поганьская дѣла творятъ |
- «Слова о том, како первое погани суще языци кланялися идолом» в різних редакціях містить:

| Також и до Словен доиде се слово, и ти начаша требы класти Роду и Рожаницамъ, преже Перуна бога ихъ, а переже того клали требу Упиремъ и Берегинямъ |
- В відповіднім місці «Слова» Святого Григорія:

| тѣмъ же богомъ требу кладутъ и творятъ и Словенский языкъ, Виламъ и Мокошы, Дивѣ, Перуну, Хърсу, Роду и Рожаници, Упиремъ и Берегынямъ и Переплуту |
| а друзіи Перену, Хоурсу, Виламъ и Мокоши, Упиремъ и Берегынямъ, ихъ же нарицаютъ тридевять сестериниць |

## Трактування образу
Частина науковців виводить берегинь від слова «берег» і вважає їх річковим духами та пов'язує з русалками. Одним з перших цю гіпотезу запропонував ще російський лексикограф і етнограф Володимир Даль, який вважав, що берегиня — це інша назва русалки. Такої ж думки дотримувалися російський літератор і фольклорист Євген Анічков і російський історик, етнограф Микола Гальковський. Критики їхньої позиції вважають, що зв'язок берегинь з русалками надуманий, а зв'язок русалок з берегом в народній уяві проголошують занадто слабким.
Українські мовознавці Борис Грінченко та Олена Курило виводили назву «берегиня» з «перегеня» — ролі в сільськогосподарських обрядах. Зокрема, Курило такі обряди було зафіксовано на Полтавщині ще в 1925 році. Український і російський літературознавець, фольклорист Костянтин Копержанський вважав, що такі обряди стоять в один ряд з подібними обрядами, відомими по всій Європі. Водночас зазначав, що ці обряди порівняно пізні та, маючи гумористичний настрій, вже не були сакральними.
Російський історик Борис Рибаков виводив назву берегинь від грецького «земля» (давньоруська транскрипція — «берние»). Згідно з Рибаковим, зв'язок берегинь з поняттями «берег» і «оберігати» співвідносить їх з добрим началом і протиставляє силам зла, які у повчаннях проти язичництва слов'ян були представлені упирями.
Українська феміністка, антрополог Оксана Кісь відзначає, що хоча в сучасній культурі берегиня подається як свідчення матріархальності суспільства давніх українців, образ цієї персонажки було створено чоловіками. В його формуванні значну роль зіграло те, що класичні українські письменники й письменниці часто описували владних, самостійних жінок. Такі образи української жінки знаходимо в Ольги Кобилянської, Марка Вовчка, Івана Нечуя-Левицького, Григорія Квітки Основ'яненка, Петра Гулака-Артемовського. Хоча багато з них були народовцями та знайомими з ідеями фемінізму, їхні твори належить вважати продуктом ідеології, а не зображенням дійсного життя українства.

## Берегиня в сучасній культурі
У сучасній українській культурі берегиня часто описується як стародавня богиня — покровителька дому, дух-захисник або уособлення материнства, жіноцтва. Нерідко берегиня подається як свідчення та символ матріархату давніх українців. У переносному значенні берегиня — жінка, що піклується про дім, родину. Часом берегиня ототожнюється з Орантою — типом зображення Божої Матері з піднятими руками.
Берегиня набула популярності в українській культурі наприкінці існування УРСР за Перебудови на фоні сплеску інтересу до національної історії та пошуків культурної самобутності. Василь Скуратівський і Василь Рубан випустили однойменні народознавчу книгу (1987) та роман (1994). В 1995 Скуратівський заснував етнографічний часопис «Берегиня».
Український письменник Сергій Плачинда, укладаючи «Словник давньоукраїнської міфології», зарахував берегиню до «давньоукраїнських богів» і стверджував, що її зображення трансформувалося в зображення тризуба. Втім, Плачинда не навів жодних свідчень, які підтверджували б таку думку. Його ідею про те, що берегиня — це богиня, підтримував, так само без доказів, Валерій Войтович, відомий тим, що видавав власні фантазії на тему української міфології за наукові дослідження. На думку Світлани Китової, Плачинда сприйняв за зображення берегинь на вишитих рушниках стилізовані вазонки. До того ж, опитані нею майстрині-вишивальниці взагалі не знали слова «берегиня». Галина Лозко вбачала у перегені відгомін шанування богині-берегині.
На неоязичницьких ресурсах нерідко берегинями називаються зображення жінок з піднятими руками — аж до фігурки IV тис. до н. е., що належала Трипільській культурі.
В Києві біля Майдану Незалежності існує мурал «Берегиня». «Берегинею нації» характеризувала себе Юлія Тимошенко. Берегинею іноді називається скульптура жінки, встановлена на верхівці Монументу Незалежності в Києві. В Луцьку раз на три роки відбувається міжнародний фестиваль українського фольклору «Берегиня».